# Pudak (Kumpeh Ulu)
Pudak is een bestuurslaag in het regentschap Muaro Jambi van de provincie Jambi, Indonesië. Pudak telt 4311 inwoners (volkstelling 2010).